# Caribou Island, Nunavut
Caribou Island är en ö i Kanada.   Den ligger i territoriet Nunavut, i den östra delen av landet, 2 100 km norr om huvudstaden Ottawa. Arean är 28,8 kvadratkilometer.
Terrängen på Caribou Island är mycket platt. Öns högsta punkt är 27 meter över havet. Den sträcker sig 6,0 kilometer i nord-sydlig riktning, och 7,6 kilometer i öst-västlig riktning.